# Art concret

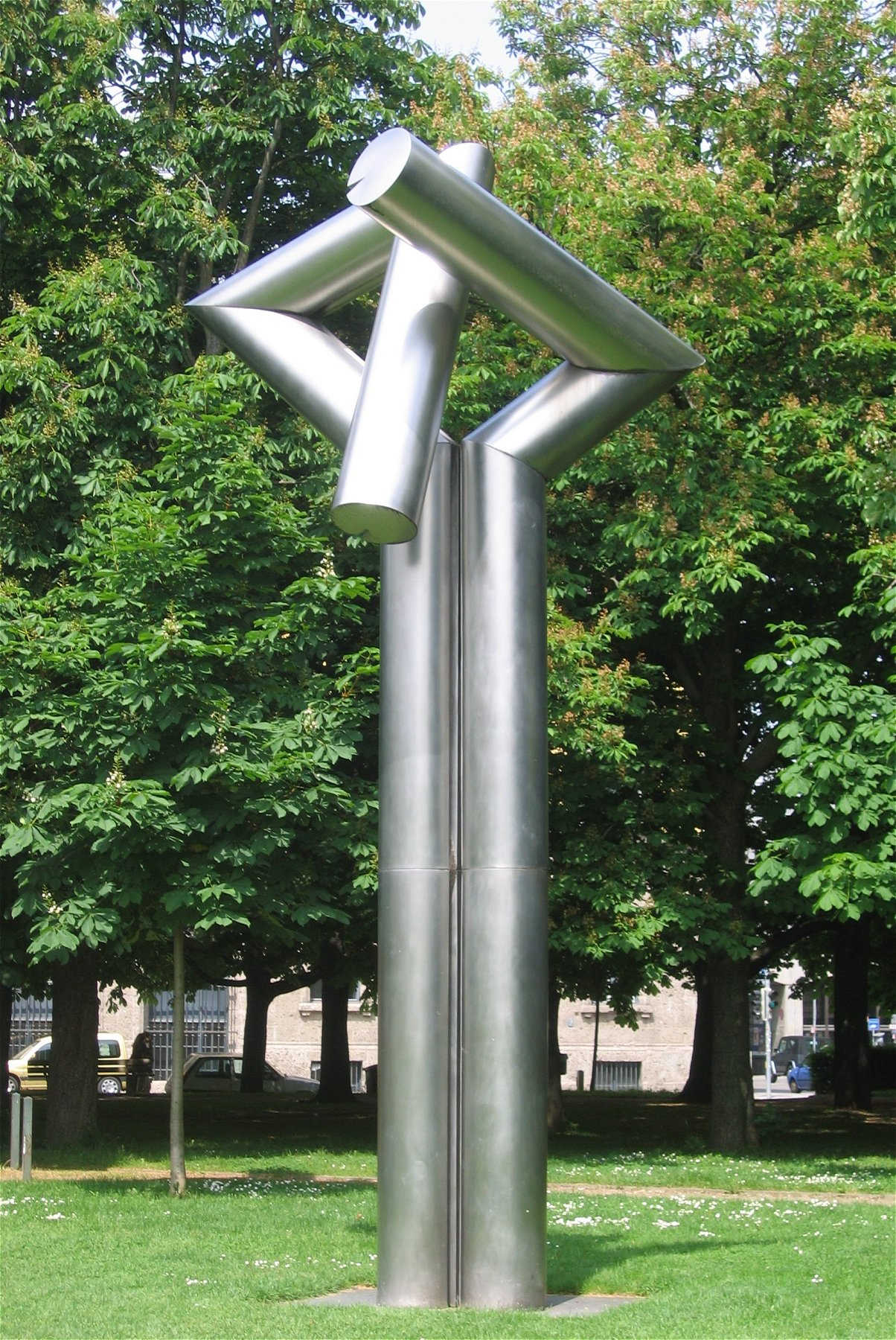
Erich Hauser, double pilier 23/70, 1970, devant la Neue Pinakothek à Munich.

 (juin 2014).
L'art concret est un mouvement artistique de tendance abstraite (même si ses représentants réfutent l'usage de ce terme).

## Historique
La notion d'art concret fut avancée en 1930 par Theo van Doesbourg, fondateur et rédacteur de la revue De Stijl. L'artiste néerlandais expliquait : « Peinture concrète et non abstraite, parce que rien n'est plus concret, plus réel qu’une ligne, qu'une couleur, qu’une surface ». Kandinsky souhaitera substituer ce terme à celui d'abstraction et y reconnaîtra une notion « d’avenir ».
Plus tard, plusieurs groupes d'artistes ont explicitement développé un art basé sur la notion d'art concret : Allianz (1937) et l'art concret zurichois du Suisse Max Bill ou Gottfried Honegger, Aurelie Nemours en France et Movimento Arte Concreta (1948) en Italie.
Depuis 1990, l'art concret a sa fondation, l'Espace de l'art concret (Mouans-Sartoux, Alpes Maritimes, France) né de la rencontre entre Gottfried Honegger et le maire de la commune André Aschieri. Le centre d'art accueille au sein d'expositions temporaires, les productions d'artistes récents qui manifestent une certaine continuité avec le mouvement zurichois, ainsi qu'une collection offerte à l'Etat français par Gottfried Honegger et Sybille Albers,.

## Manifeste de l'Art Concret

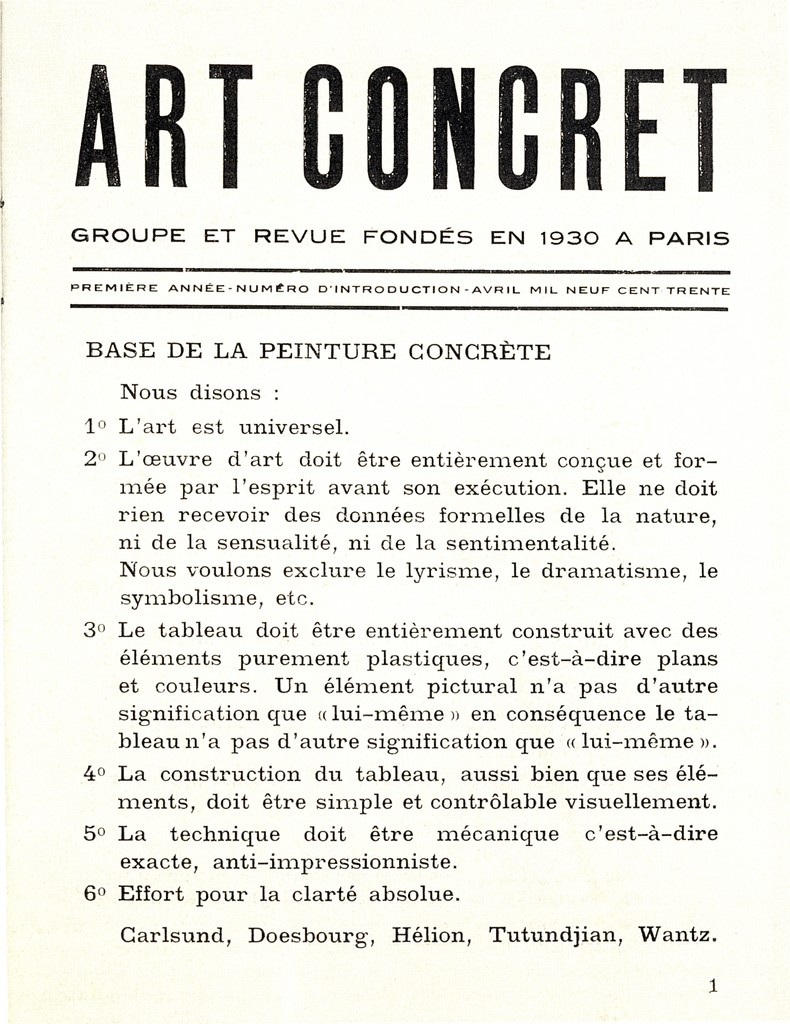
Manifeste de l'art concret, Paris, avril 1930.

- L'art concret n'est pas un dogme, pas un « isme », il est l'expression d'une pensée intellectuelle. Il connaît une pluralité de langages.
- L'art concret est déterminé par le résultat, par la visualisation d'une pensée et non d'une méthode.
- L'art concret est le reflet de l'esprit humain pour l'esprit humain.
- L'art concret s'oppose au sentimental, s'oppose au mysticisme.
- L'art concret n'est pas une interprétation, une illustration, un symbole. Il est le réel.
- L'art concret n'est pas une transposition de la nature.
- L'art concret n'est pas une abstraction.
- L'art concret n'est pas narratif, littéraire. Il est proche de la musique.
- L'art concret prend forme avec l'aide de la couleur, de l'espace, de la lumière, du mouvement. C'est ainsi qu'il se concrétise.
- L'art concret ne témoigne pas du privé. Il confirme l'universel.
- L'art concret est lié à l'architecture, au dessin industriel.
- L'art concret englobe le monde artificiel. Il ne différencie pas l'Art de l'art appliqué. La différence se situe dans la fonction.
- L'art concret veut mobiliser notre sens esthétique, notre créativité, notre conscience sociale.
- L'art concret veut clarifier, participer à l'harmonisation de notre monde artificiel.
- L'art concret prend ce qu'il peut pourvu qu'il contribue à propulser la vie, la vraie.

## Musées
- Espace de l'art concret, Mouans-Sartoux, France
- Musée Haus Konstruktiv d'art constructif et concret, Zurich, Suisse
- Musée d'art concret, Ingolstadt, Allemagne
- La Maison Mondriaan - Musée d'art constructif et concret, Amersfoort, Pays-Bas